# 蒂若
蒂若（法語：Tigeaux，法語發音：[tiʒo] ⓘ）是法国法蘭西島大區塞纳-马恩省的一个市镇，属于莫城区。 

## 地理
蒂若（48°49'36"N, 2°54'4"E）面积6.12 平方千米，位于法国法蘭西島大區塞纳-马恩省，该省份为法国北部内陆省份，北起瓦兹省，西接埃松省、马恩河谷省、塞纳-圣但尼省和瓦兹河谷省，南至卢瓦雷省，东南接约讷省，东临马恩省和奥布省，东北接埃纳省。
与蒂若接壤的市镇（或旧市镇、城区）包括：克雷西-拉沙佩勒、达马尔坦叙蒂若、盖拉尔、武朗日斯。

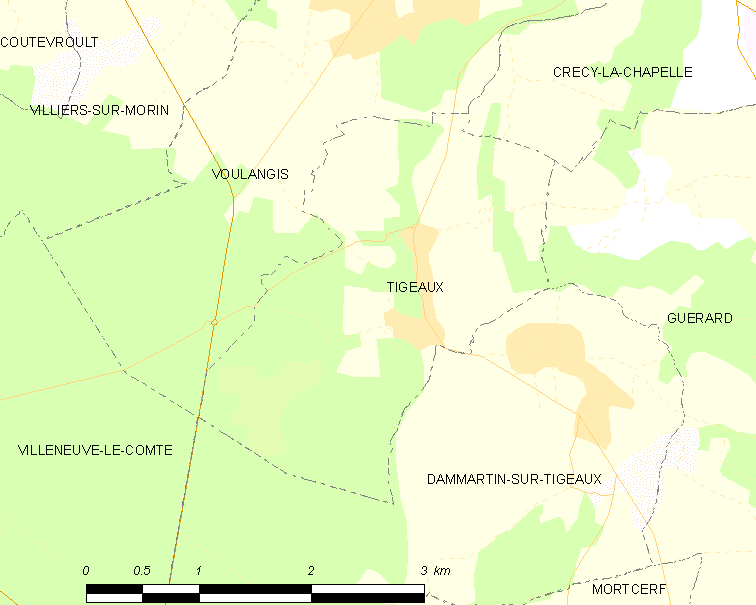
蒂若的OSM定位图

蒂若的时区为UTC+01:00、UTC+02:00（夏令时）。

## 行政
蒂若的邮政编码为77163，INSEE市镇编码为77466。

## 政治
蒂若所属的省级选区为塞里斯县。

## 人口

1962-2008年间蒂若人口变化图示

蒂若于2022年1月1日时的人口数量为399人。